# Sonic CD
Sonic the Hedgehog CD (angleško dobesedno Ježek Sonic CD), okrajšano kot Sonic CD je videoigra franšize Ježek Sonic japonskega podjetja Sega. Izšla je leta 1993 za konzolo Sega Mega CD. Igra je doživela več ponovnih izdaj in bila nekajkrat prisotna v uradnih kompilacijskih igrah, nazadnje leta 2022 v igri Sonic Origins.

## Zgodba
Kmalu po dogodkih igre Sonic the Hedgehog se doktor Robotnik odpravi do jezera Never, nad katerim se vsako leto za en mesec prikaže Mali planet. Slednji je znan kot nahajališče časovnih kamnov, ki omogočajo potovanje v času. S pomočjo tega bi Robotnik zavladal svetu. Planet nato priklene na Zemljo, da le-ta ne bi mogel izginiti.
Sonic izve za Robotnikove naklepe in se sam odpravi na planet. Ob Sonicovemu prihodu je planet že poln badnikov, Robotnikovih robotov, za katere so odgovorni robotski generatorji, katere je Robotnik na planet postavil v preteklosti. S pomočjo znakov z napisom Past (preteklost) oziroma Future (prihodnost) Sonic potuje med preteklostjo, sedanjostjo in prihodnostjo. V vsaki od sedmih con v preteklosti uniči robotski generator, ter tako prepreči uničenje planeta v prihodnosti.
Sonic spotoma spozna osemletno ježevko Amy Rose, ki si je prerokovala, da bo svojega junaka srečala na Malem planetu. Amy Sonicu sprva sledi, nenadoma pa se prikaže Kovinski Sonic, Robotnikova kopija Ježka Sonica, ki Amy ugrabi. Sonic pot nadaljuje sam.
V coni Stardust Speedway se Sonic in Kovinski Sonic spopadeta v nevarni dirki v kateri kljub vsem sposobnostim Kovinskega Sonica zmaga Sonic.
Nazadnje se Sonic pomeri proti Robotniku, katerega gladko porazi. Zatem se prične Mali planet tresti. Sonic z Amy v naročju pobegne in tako oba reši pred padajočimi zgradbami. Mali planet se nato odtrga z verige in izgine v vesolje.

### Liki
- Ježek Sonic
- Amy Rose
- Kovinski Sonic
- Doktor Robotnik

## Potek igre
Igra se začne s kratko animirano uvodno špico, ki prikaže, kako se Sonic po verigi vzpne na Mali planet. Po koncu igre prav tako sledi animiran prizor v katerem Sonic z Amy v naročju pobegne z Malega planeta.
Igra je razdeljena na sedem con od katerih je vsaka razdeljena na 3 dejanja. Vsako dejanje ima za vsako izmed treh časovnih obdobij svojo različico. Če igralcu v prvih dveh dejanjih cone uspe uničiti robotski generator se tretje dejanje dogaja v dobri prihodnosti, sicer pa v slabi.
Če igralec do konca igre zbere vsaj 50 obročev dobi možnost igranja v posebni coni, kjer mora v določenem časovnem obdobju uničiti vse prisotne NLP-je. Kot nagrado igralec prejme en časovni kamen.
Dobri konec igre je mogoče doseči na dva načina:
- Igralec v vseh conah doseže dobro prihodnost.
- Igralcu uspe zbrati vseh sedem časovnih kamnov.

### Kontinuiteta
Igra Sonic CD je izšla kot nadaljevanje igre Sonic the Hedgehog. Razvijala se je istočasno kot Sonic the Hedgehog 2, izšla pa je leto kasneje. To je povzročilo nesoglasja glede pravilnega zaporedja iger v kanonu. Šele leta 2022 je bilo pojasnjeno v kompilacijski igri Sonic Origins, da kljub datumom izida, vrstni red iger klasičnega kanona uvršča igro Sonic CD pred Sonic the Hedgehog 2.

## Skrita vsebina
Z zaporednim pritiskom tipk je mogoče doseči pet skritih slik, ki sicer niso prisotne v igri.
Četrta slika prikazuje nekoliko spremenjeno podobo Sonica z japonskim napisom: たのしさ∞ セガ・エンタープライゼス まぢん　画 (Neskončna zabava. Podjetje Sega. Avtor slike Majin). Slika je sprožila nemalo začudenja in bila zaradi zmotnega prevoda besede »Majin« kot »hudič« vzeta kot subliminalno sporočilo. Beseda »Majin« se v bistvu nanaša na vzdevek Masata Nišimure, oblikovalca igre.